# ジョン・バーナード
ジョン・エドワード・バーナード（John Barnard、1946年9月26日 - ）はイギリス・イングランド（ロンドン）出身のレーシングカーデザイナー。
F1における偉大な技術的先駆者として広く認知されており、車体後部の絞り込みコークボトルラインなどの新しいデザイン、セミオートマチックトランスミッション（セミAT）、車体製作におけるカーボンファイバーなどを導入したとして評価されている。

## 初期の経歴
バーナードは1960年代にワトフォード工科大学を卒業したが、同期の人間とは違ってその後の長い学術生活を過ごすことなく、英国GECに入社した。
1968年、バーナードは英国ハンチンドンにあるローラ社に下級デザイナーとして採用され、フォーミュラ・ヴィーなど様々なスポーツカーを含む、多くの車体製作プロジェクトで働き始めた。この時期、バーナードは後にウィリアムズF1チームの創設に関わることになるパトリック・ヘッドと職場を共にし、同年生まれの2人のエンジニアは良き友人となり、ヘッドは1970年初期にバーナードが結婚した際には花婿付添人にもなった。
1972年、バーナードはマクラーレンに加入し、ゴードン・コパックとともに3年間働いた。この間、チャンピオンマシンとなったM23シャシーやインディカー用シャシーなど、マクラーレンの様々なプロジェクトの設計に携わった。
1975年までにはバーナードはパーネリ・ジョーンズに引き抜かれ、F1新参チームであるヴェルズ・パーネリ・ジョーンズ・レーシングのためにF1マシンを製作することを求められたが、その後チームがインディカーに転向することを決めたために結局インディカー用シャシーを設計した。その後もインディカーの設計を続け、1980年にバーナードの設計したシャパラル・2Kはジョニー・ラザフォードによってインディ500とインディカーの年間ドライバーズタイトルを獲得した。

## 1980年代

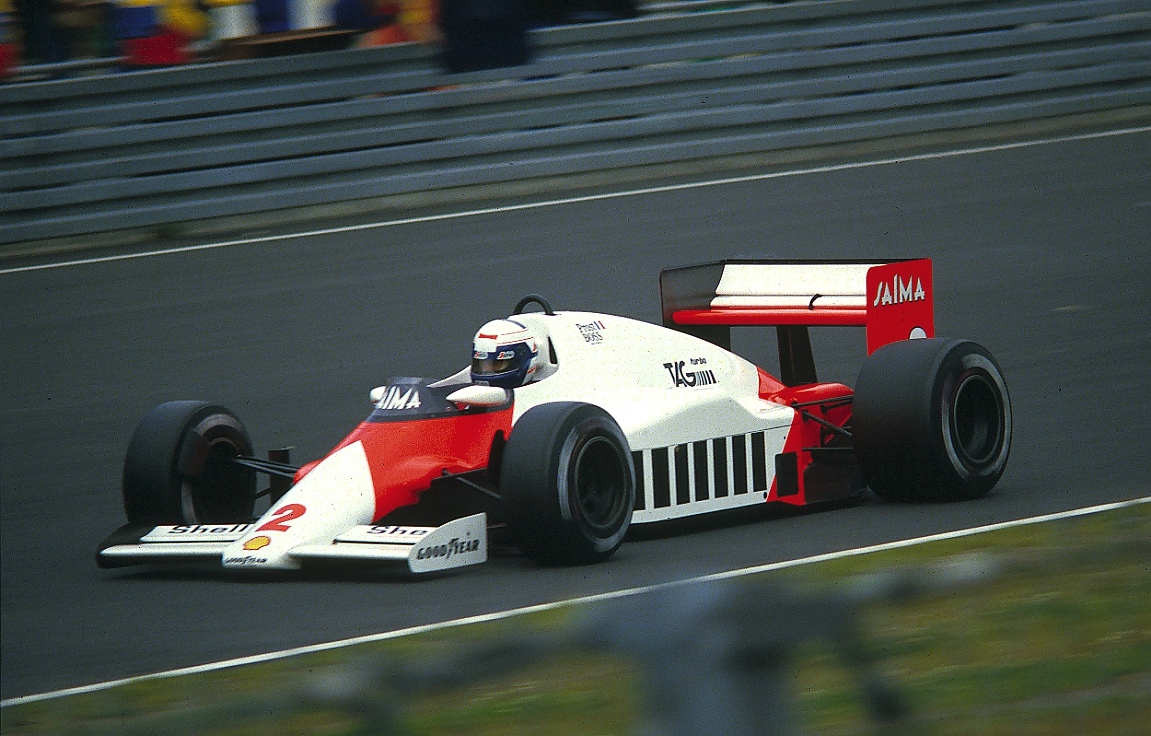
1985年のマクラーレンMP4/2B

### マクラーレン時代 （1980年-1986年)
米国での成功によって、バーナードは新たにマクラーレンの総帥となったロン・デニスの興味を惹くこととなり、1980年には同チームに加入してF1初のカーボンファイバー・コンポジット製シャーシであるMP4/1の設計を始めた。MP4/1シャーシは米国のハーキュリーズ・エアロスペース社で製作され、その新次元の頑健さとドライバー保護の観点から、すぐさまF1の車体デザインに革命を起こすことになった。数ヶ月の間にデザインは多くのライバルたちにコピーされた。1983年にバーナードは、現在でも見られるようなサイドポッドのボトルネック形状（コカ・コーラのボトル形状に似ていることから、俗に「コークボトル」形状と呼ばれる）を初めて導入した。また、TAG・ポルシェのターボエンジン搭載に当たっては開発段階から仔細なリクエストを送り、シャーシとエンジンをトータルパッケージで開発する現在のトレンドを先取りした。
マクラーレン在籍時にチームはF1でのトップチームとなり、1984年、1985年、1986年と続けてドライバーズチャンピオンを獲得した。また、1984年と1985年にはコンストラクターズチャンピオンとなるが、1986年にはウィリアムズに敗れた。バーナードは1987年シーズン用マシン・MP4/3の設計を終えた後、1987年シーズンからはマクラーレンを離脱することになるが、バーナードのデザインした車はマクラーレンにグランプリ31勝を与えることになった。

### フェラーリ時代 （1987年-1989年）
1986年、デニスとの間に意見の対立が生まれたため、バーナードはデザイナー引退やBMWへの移籍を模索したが、結局同年末にフェラーリの誘いに応じることになった。フェラーリは1985年-1986年の2シーズンで通算2勝と成績が低迷しており、バーナードは契約のために希望条件を指定することができた。故郷イングランドにデザインオフィスを準備するための巨額の資金を得て、彼はフェラーリ・ギルドフォード・テクニカルオフィス（GTO）を設立し、フェラーリが再び常勝チームに返り咲くための活動を始めた。これは彼自身がイングランドを離れたくなかったことに加え、高度化するレース用部品を確保するためにはイングランドに技術的拠点を置くべきだという信念によるものである。GTOではグスタフ・ブルナーが残した1987年シーズン向けのF187シャシーを製作・改良する一方で、1988年シーズンを見越した自然吸気エンジン搭載のF188（639）の基礎開発も行われた。イタリアに送られたF187シャシーは、さらにハーベイ・ポスルスウェイトによる改良も加えられ、ゲルハルト・ベルガーがシーズン最後の2戦で連勝を飾った。
1988年にはバーナード加入の効果が現れると期待され、フェラーリの前評判は上々だった。しかし実際にはチーム内部が二分され、バーナードが推進していた自然吸気エンジン搭載車ではなく、ターボエンジン搭載のF187をポスルスウェイトが改良する形でシーズンを迎えることになった。しかし、マクラーレンでのバーナードの後任であったゴードン・マレーが設計したMP4/4シャシーによって、マクラーレンがシーズンを席巻した。7月にはポスルスウェイトがティレルへと移籍し、バーナードが現場をも含めた技術責任者となった。8月に総帥エンツォ・フェラーリが90歳でその生涯を閉じ、9月のイタリアグランプリでフェラーリは幸運な2年ぶりとなるF1勝利を挙げた。

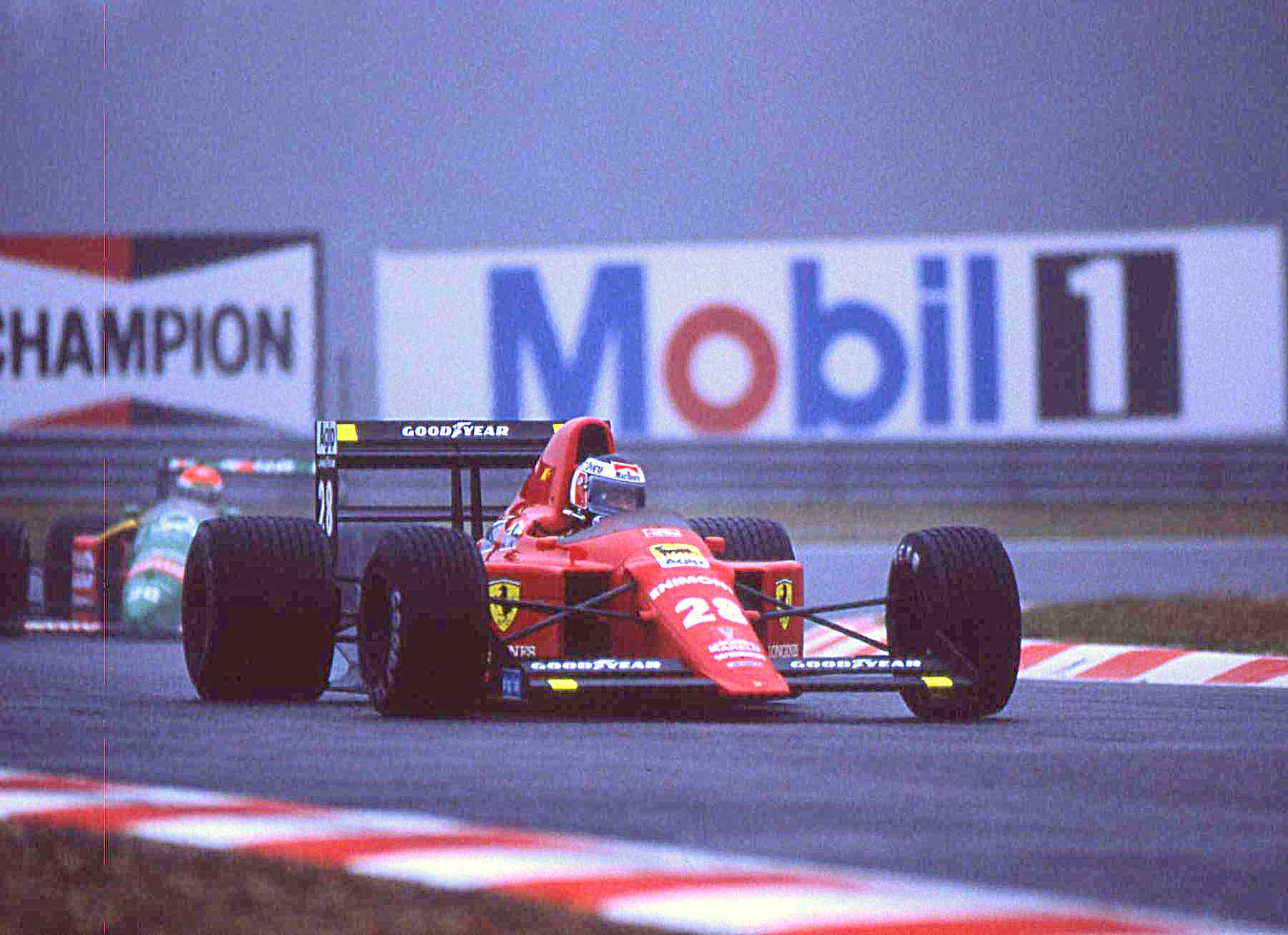
1989年のフェラーリ640

1989年、バーナードは電子制御式トランスミッション（現在、セミATとして知られる）をフェラーリ・640で初めてF1に実戦導入した。これはステアリングホイールの裏にある2つのパドルで操作するものであった。この革新的なシステムはレースに使用するにはあまりにも脆弱であると考えられ、ほとんど期待されていなかったが、ナイジェル・マンセルはリオで行われた同年の開幕戦で優勝を遂げた。バーナードは2度目の技術革新を先導することとなり、1995年までにはすべてのチームがこのトランスミッションをコピーした。1989年シーズンにさらに2勝を追加し、チームには勢いがあるように思われた。負の側面として第2戦サンマリノGPでベルガーの乗る640のフロントウイングトラブルによりクラッシュ・炎上する事故が発生し、「イモラでのベルガーのアクシデントで、もし彼がもっと重傷でそのキャリアを絶つようなことになっていたら、私は即座にレースの世界から引退していた。かなりショックを受けた。」と述べている。
同年春からはフィアットのテコ入れによりチェーザレ・フィオリオがフェラーリF1をマネージメントする体制になると、バーナードは当初フェラーリから認められていたイングランドでの作業ではなく、レースへの帯同やイタリアを拠点とした活動を求められる。フィオリオによりチームのイタリア化が推進され、ルーツをイタリアに持つアルゼンチン出身デザイナーのエンリケ・スカラブローニを獲得するなど、バーナードとフィオリオは対立。1989年シーズン閉幕を待たずにスペイングランプリ会場にてベネトンに5年契約で移籍することが発表され、ベネトンでバーナードによるマシンが走るのは1991年からとなることも発表された。ちなみにバーナードのフェラーリ離脱と同時にGTOはマクラーレンに売却され、マクラーレン・F1を製造するファクトリーとして転用された後、同車のデザイナーであるゴードン・マレーの手に渡っている。

## 1990年代

### ベネトン時代 （1990年-1991年）
1990年、バーナードはベネトンでロリー・バーンをチーフとするベネトン・デザインチームが設計したB190を、バーナード率いるB191の先行開発グループが協力して開発を加える体制となった。B190でバーナードの影響が出ている部分は、これまでバーン作のベネトンの特徴であった大型の1枚型フロントウィングが廃され、メインウィングと角度調節が可能な小型フラップで構成されるコンベンショナルな2段タイプとなり、前作B189での弱点だったフロントの神経質な特性に対してセッティング変更での対応がしやすい方向へと舵が切られた点がバーナードの合理的な思想によるものであった。バーンは同年夏にパット・シモンズらと共にベネトンを去りレイナードのF1プロジェクトへと移籍した。
一方、バーナードが去ったフェラーリにはアラン・プロストが加入。ベルガーは入れ替わるようにマクラーレンへと移籍し結果的にトレードのような形になっていた。1990年のフェラーリはすべてがうまく動いているように見え、バーナードがデザインした640を元に、スティーブ・ニコルズとスカラブローニが改良した641/2シャシーはプロストに5勝をもたらしたものの、ドライバーズ・コンストラクターズの両タイトルはまたしてもマクラーレンに奪われた。

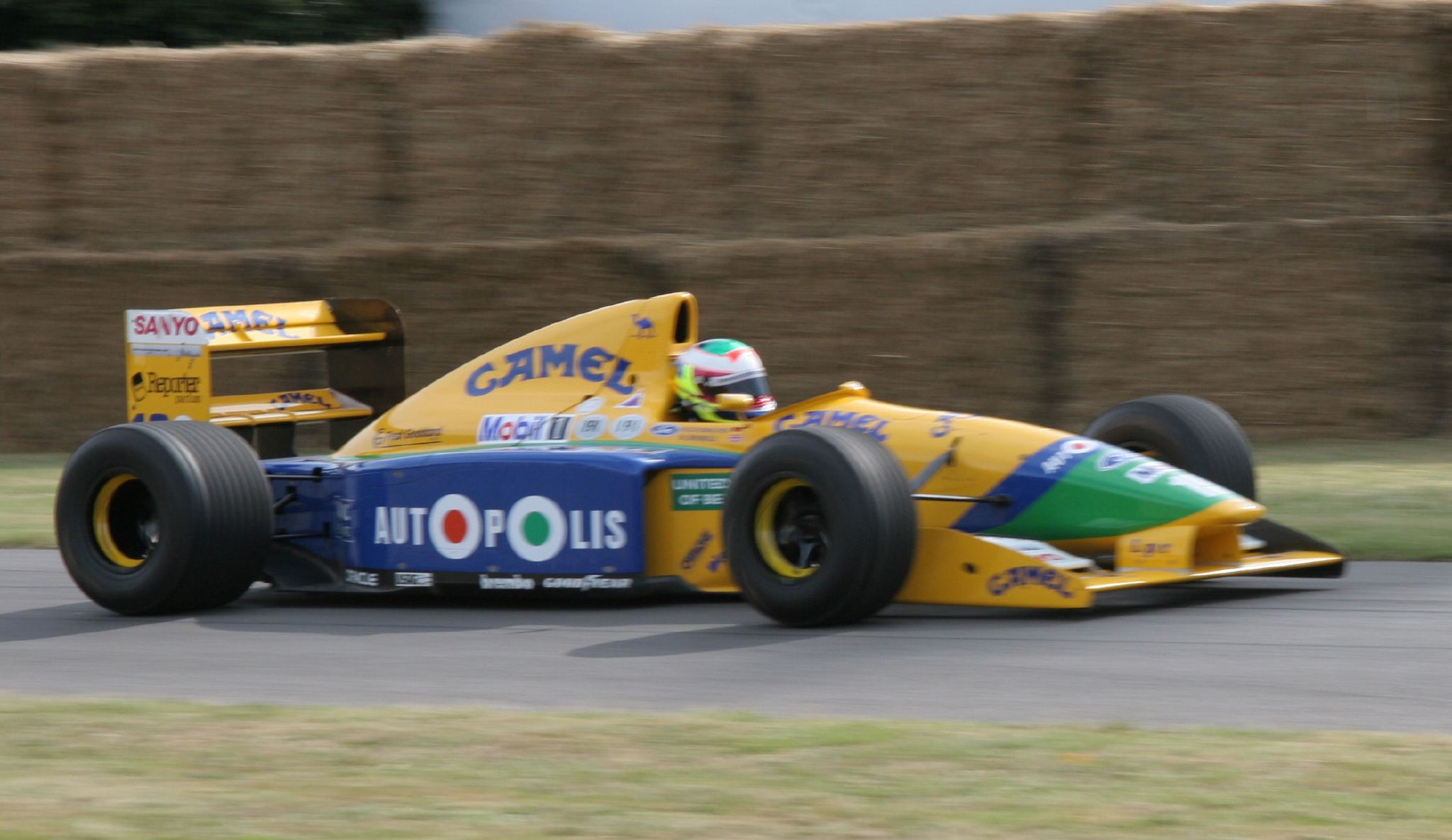
ベネトンB191

1991年、バーナードの設計したB191は、ピケの手によってわずか1勝を挙げるに留まったが、このマシンでまたしてもF1に新たな革新をもたらした。B191は、ハイノーズからステーで吊り下げる方式でフロント・ウイングを支持する最初のF1マシンであった（ハイノーズ自体の初採用は、前述の内紛で先にフェラーリを放出されたポスルスウェイトによる1990年のティレル・019だが、吊り下げ型フロントウィングはB191が初となる）。セミATやカーボンファイバーに比べると浸透速度は緩やかではあったが、1996年までにはすべてのF1マシンが吊り下げ型ハイノーズデザインをコピーして採用した。しかしバーナードはベネトンのマネージャーであったフラビオ・ブリアトーレとの間で金銭面の論争が発生し、1991年半ばにベネトン・フォーミュラを去った。

### フェラーリ時代 （1992年-1996年）
日の目を見なかった（最初の）トヨタF1プロジェクト（正確にはトムスによるプロジェクト。詳しくはプロスト・グランプリを参照）で短期間働いた後、バーナードは1992年中ごろにフェラーリに戻った。当時、フェラーリは再びスランプに陥っていて、彼が一旦去ってから2年の間に1勝さえ挙げることができていなかった。バーナードは再び望む条件を示し、前述の通りGTOが既に売却されていたため、英国・サリーに新たなテクニカルオフィスであるフェラーリ・デザイン・アンド・デベロップメント（FDD）を設立した。
このオフィスにおいてバーナードは、かつてフェラーリお抱えドライバーであったゲルハルト・ベルガーによってついにフェラーリを表彰台の中央に戻すこととなる、412T1シャシーの設計を始めた(なお、ベルガーが優勝したマシン412T1Bはグスタフ・ブルナーによって改良され、シーズン途中のフランスGPから投入されたマシンである）。

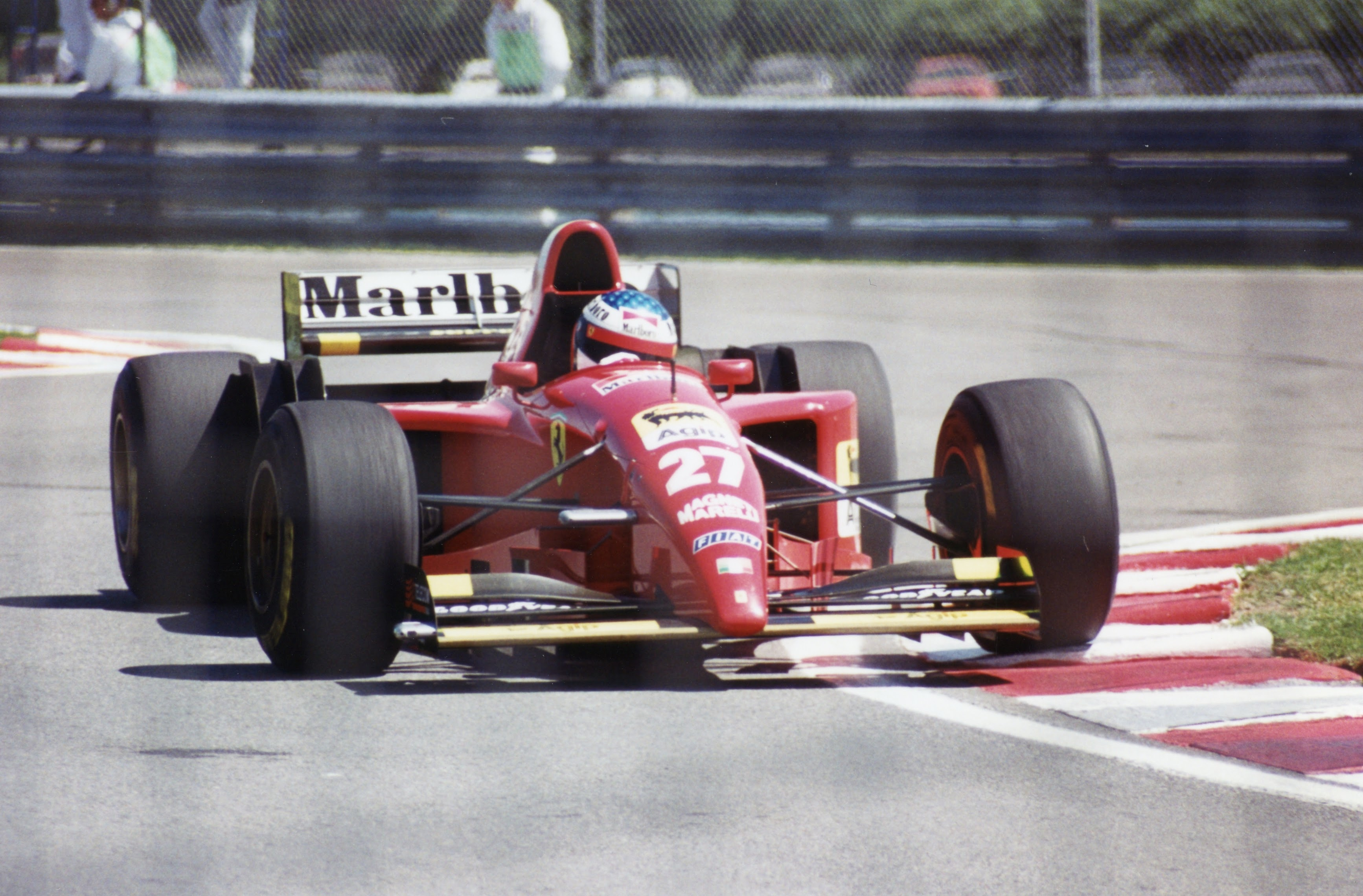
1995年のフェラーリ412T2

バーナードは4シーズンにわたって、フェラーリのF1マシンのデザインを続けた。しかし、1990年代中盤からはエアロダイナミクスがより重視される時代となり、バーナードの手がけたマシンは時代についていけなくなりつつあった。ジャン・アレジがそのキャリア唯一となるF1勝利を挙げ、またグランプリにおいて「最後に勝利したローノーズマシン」（ウィリアムズ・ベネトンはハイノーズであり、トレンドに反していた）となった412T2シャシーも含まれている。
1996年には、フェラーリ内部で大きな変化が起きつつあった。ベルガーとアレジの契約を更新せず、現役チャンピオンであったミハエル・シューマッハをファースト・ドライバーとして引き入れ、さらにチームマネージャのジャン・トッドはマラネロにデザインオフィスの建設を始めた。しかも、1996年のマシンF310は、他のチームがノーズの左右両端でフロントウイングを吊り下げるニ点支持ハイノーズの中、アリクイ型の一点支持ハイノーズ、F92Aのような戦闘機風のサイドポンツーン形状、巨大なヘッドプロテクターなど空力に大きなハンデを抱え、信頼性も欠如していたことからシーズン当初から不振が続き、2年前と同じくグスタフ・ブルナーによる大幅な改造が施された。3勝を挙げたがそれはシューマッハとチーム戦略によるものであり、シーズン終了後、シューマッハは「見るのも嫌なマシンだった」と述べている。バーナードはイタリアへの転居を望まなかったため、1997年のF310Bがバーナードのフェラーリにおける最後の仕事となり、ロリー・バーンが後任に就いた。

### アロウズ時代 （1997年-1998年）
1997年4月にはFDDをフェラーリから買収して「B3テクノロジーズ」と名称変更し、これでバーナードとフェラーリの関係は終わりを告げた。バーナードのフェラーリ離脱後ではあるが、F310Bはミハエル・シューマッハにより1997年日本GPで優勝。バーナードの設計したシャシーによるF1最後の勝利となった。
同1997年途中にアロウズF1チームへ加入し、開幕戦オーストラリアGPではあわや予選落ちの危機にさえあったA18を改良、デイモン・ヒルがハンガリーGPで惜しくも優勝を逃すものの2位を獲得するなどの開発力を見せた。
1998年、B3テクノロジーズはアロウズF1チームのためにマシンを設計。バーナードは「トム・ウォーキンショーはアロウズで本気で王座に就くつもりでいるし、私も精一杯手助けする。しかしアロウズは20年間も中堅にいたためか、負け癖が身についてしまっている。スタッフには生産性に関する新しい基準を示し、その負け癖を消していくのも私の任務だと思っている。」と意欲を示し、新技術であるオールカーボンファイバー製ギアボックスの設計に注力。これをA19に組み込む構想などさらなる技術革新を目指しており、「この新しいオールカーボンギアボックスは軽量・コンパクトで剛性も従来より高い。私のやり方は確かにリスクがあるが、いつかはスタンダードになって来たという自負もある。この新技術の優位性が認められ、全てのコンストラクターが認める日がやってくると思う。」と自信を述べていた。

### プロスト時代 （1999年-2001年）
しかし、プロストチームもまた研究開発を同社に委託する契約を結んでいたため、議論が勃発した。結局、バーナードは2002年にプロスト・グランプリが消滅するまで技術コンサルタントとして働いた。

### F1引退後
その後、彼はオートバイレースの分野に転向し、2002年、モトGPに参戦するケニー・ロバーツ率いるプロトン・チームKRのテクニカル・ディレクターに就任し、プロトン・KR5を開発した。日本人ライダーでは青木宣篤がKR5をライドしている。しかしプロトン側の資金面の問題で2005年シーズン限りでモトGPからの撤退を余儀なくされ、以後はレース界の現場から離れた。
その後はイギリスとスイスを往復しながらの隠居生活を過ごしている。

## 人間関係
- 一緒に仕事をしたなかでマシンのセッティング理論が確かだった実力者として、ニキ・ラウダ、アラン・プロスト、ネルソン・ピケのチャンピオン経験者3名に加えて、ジョン・ワトソンの名を挙げてそのマシン理解力を讃えている。
- マクラーレン・TAG時代の同僚ニキ・ラウダに一目置いており、「ポルシェがニキに絶対的な信頼を置いていたので、チーム側がポルシェの手綱を取ることが出来た。ポルシェは彼の意見なら聞く耳がある。マクラーレンが主導できて好成績につながったのはニキのおかげだった。」とその貢献度を述べた。
- ラウダは同国の後輩であるゲルハルト・ベルガーが1986年オフにどのチームと契約するべきか迷っていた際に「ジョン・バーナードの行く先が決まってからにした方がいい、彼のいるチームに行くべきだ」と助言した。それが要因のすべてではなかったが、ベルガーはマクラーレンとベネトンからのオファーを断り、バーナードがフェラーリ入りするのが決まった後、2年間勝利できていなかったフェラーリ行きを決め契約した[14]。
- バーナードのベルガー評は、「セッティングの好みがはっきりしている。自分にマシンの方を合せようとするタイプだ。セッティングが決まっている時の才能は素晴らしい。」と1987年に回答した[15]。
- そのベルガーは1989年限りでフェラーリを出ることが決まった際、「フェラーリでの3年間で得た重要な経験はジョン・バーナードと、エンジニアのジョルジョ・アスカネッリが非常に優秀で、この2人から多くを学べたこと」と述べている[9]。
- ベルガーはバーナードの性格について「皆が言うように、確かにジョンは強い個性を持っていて、自分がボスでなければ気が済まないタイプだ。元々その約束でフェラーリは契約していたし、イギリスで作業するのが彼の才能を最大に発揮できる環境なんだ。そのやり方を変えることは有り得ないだろうし、フェラーリの中にそれを良く思わない人間もいる。彼については不幸な誤解も生まれやすいだろう。その場合、ジョンが去っていく以外に方法が無くなるんだ。それでも彼から学ぶことは多いよ。」と証言している[16]。
- 一方でベルガーとコンビを組んでいたミケーレ・アルボレートとは特にフェラーリ・639での新機軸導入について意見が合わず、「639のコンセプトやセミオートマチックトランスミッションの導入をめぐってバーナードと大喧嘩した。あの車は重心が高すぎるし大きさも長すぎる。来年私は多分イギリスのチームで走るが、そのマシンが639より遅いということはないと確信している。」とアルボレートが述べるなど関係が悪化した[17]。
- バーナードはアルボレートの能力の高さを認めていた。1987年時点で「ミケーレは天才的な勘とセンスでマシーンを見抜く。セッティングの出来・不出来にかかわらずその車の最高性能を引き出せるんだよ。」と評していた[15]。アルボレートから639を酷評されたことに関しては「セミオートマの開発当初からあのギアボックスをクズだと言われることは慣れていたので、全然気にならなかった。あれはあまりに悪意に満ちていたし、怒りのあまりトラブルの原因をすべて私になすり付けようとしているのだと思った。私がその時点で一番正しいと思ってることをやっていた訳で、それに対して何を言おうとそれはその人の自由なので、全く構わない。人は人、自分は自分だよ。」と答えた[18]。
- マクラーレンでは1984年から黄金時代を築いていたが、1985年終盤にロン・デニスがファクトリーの新設を含んだ長期計画を練り始めると、バーナードとの間でその計画内容や導入技術について意見が対立することが増え、ファクトリーで隣室まで聞こえるような激しい口論が幾度もあった。バーナードは「計画内容は失望するものだった。強い信頼関係が冷えて行ってしまう期間だった。」と語り、BMWへの移籍交渉をしたが、その行動にもデニスが激怒し亀裂が決定的となった[15]。
- 1986年にマクラーレン入りしたケケ・ロズベルグの初テストで、「チームとマシンに慣れるために最初の数周は流して行け」と言ったが、常に全力がモットーであるロズベルグはアウトラップから全開で走行、2周目でクラッシュを喫しマシンを壊した。これ以後バーナードはシーズン中盤までロズベルグと口を利かなかった。それを近くで見ていたプロストは「ケケはロングランテストが好きじゃないので、僕がロングランを担当した。それもあって結果的にバーナードは僕の方を信用してるのかな？という気がする」と同年のチームを述べている[19]。
- 1986年をもってマクラーレンを去る際、「淋しい部分もあるよ。アラン・プロストと仕事が出来なくなるのだから。彼はあまりにも優れている。うっかりするとデザイナー側の設計ミスをカバーしてしまう。マシンを造る側からしたらとても難しい相手でもあるんだよ」とコメントした。
- 1990年のインタビューでも、「私は1989年にフェラーリを離れる決心をしていたが、その夏にプロストがフェラーリに来るという話になった。彼が来ればフェラーリはタイトルを争える。私はやっぱり残留しようかと思うくらい迷ったよ。」と述べ、プロストを高く評する発言をしている[20]。
- ネルソン・ピケと1990年にベネトンでの初仕事を終えると、「これは自分に対して言っているんだが、彼が3回もワールドタイトルを獲得している事実を軽んじてはいけない。彼はベネトンに来て初めてのテストで、マシンの短所・長所をたちどころに掴んで我々に分析を話し始めた。そのエンジニアリング知識とマシンセッティングの巧みさは私を驚かせたよ。サスがきちんと動くことの重要性と、デザイナーが何を意図して設計したマシンなのかを理解してくれている。こういうドライバーは多くないんだ。彼はロータスで終わってしまったんじゃないかと考えていた自分は間違っていた。」と述べ、高く評価した[21]。
- フェラーリから離脱後、「ナイジェル・マンセルは私がフェラーリにいた期間でセッティング能力に関しては全く成長しなかった。とにかくフロントサスを硬くガチガチにセットして、信じられないくらい神経質な、オーバーステアのマシンに仕立ててしまうんだ。同じ問題は何度も起きた。」と話した。この発言は初めて一緒に仕事をしたピケのマシン理解力に感銘を受けた、という話のついでに出たものだったが、自身がマクラーレン所属時にライバルとして観察していたウィリアムズの同じマシンでピケとマンセルのクルマでは全く違う動きだった理由がピケと組んで理解できた、とも述べ[20]、加えて「アラン・プロストというセッティングのお手本とコンビを組んでいるのに、マンセルのマシンのサスアームの動きを見るとセッティングに関して進歩していないようだ。」と、総じて厳しい論評となっている[20]。
- 1988年にフェラーリ・639のテストドライバーをしていたロベルト・モレノのマシン開発への貢献と、マスコミにセミオートマなどの機密情報を一切漏らさなかった点を高く評価していた。1990年夏に当時ユーロブルンから参戦中でベネトンとは関係の無かったモレノを、バーナードの指名によりB190のテストドライブに臨時で参加してもらい、マシンの評価を依頼している[22]。10月には事故で欠場が決まったアレッサンドロ・ナニーニの後任としてベネトンから実戦にも参戦した。

## レースでの逸話
- マクラーレンからフェラーリに移籍加入時、パドックでイタリア式にワイン（ランブルスコ）を飲みながらのんびり昼食をするメカ達を目にし、「ずっと負けているのにいい加減にせい！」と口走ると、以後グランプリ開催中の禁酒を言い渡しメカ陣からの不評を買った。バーナード曰く、「私だってランブルスコは好きだよ。でもグランプリ開催中の金・土・日も毎日2時間欠かさず飲んでては勝利できないよ。」と述べている[15]。
- 1986年初夏にフェラーリから初めて接触があったが、その際のフェラーリ側の動きは「まるでスパイ映画のような」慎重な動きだったと述べている。マラネロの首脳陣は直接バーナードと接触することを避け、ロンドンの仲介人を挟んで"超一流チームから"と匿名で「ヨーロッパ本土へ本拠地を移せるか？」とアプローチしてきたという。次にはまた違う仲介人がやってくるという慎重さで、バーナードは「90％くらいはフェラーリかなと思ったが、ルノーかプジョーかも知れない。」と実体が判らず初期交渉をしていた[15]。腹の探り合いがしばらく続いた後、イギリスをベースに仕事が出来るなら本気で考えるという条件を出すとようやくフェラーリのマネージャー、マルコ・ピッチニーニ（英語版）と会えて直接交渉するようになった。
- 1989年開幕戦でマンセルがピットインでステアリングを交換した際に、川井一仁はバーナードにコメントを求めたところ、無言で睨まれた。「どうやらステアリング部品トラブルであり、完璧主義者のバーナードにとってはこれが物凄く恥かしいことだっだのだと思う。」と川井は著書で記している。
- 1990年のマクラーレン・MP4/5Bをみて、「今でもマクラーレンのマシンが私の遺伝子を引き継いでいると言われることがある。確かにカーボンモノコック前部の作りなどは名残があるが、もうまったく私のマシンではない。そもそも私だったらあのマシンにプルロッドなんて絶対に採用しないよ。」と厳しめの印象を漏らしている[23]。また1995年にマクラーレンがMP4/10で小型のセンターウィングをエンジンカウル上部に取り付けた「不細工な」マシンを走らせた際には「あのマシンの印象について私に聞かないでほしい。ノーコメントだ（笑）」と失笑に近いコメントを残した[23]。
- ティレル・019の登場とその活躍に、「このマシンのフロント部には非常に興味を惹かれた。革新的なマシンだ。」と賛辞を送っている[20]。
- 1991年のB191では、タイヤをグッドイヤーからピレリに変更することをフラビオ・ブリアトーレに要望。ピレリとの契約が決まると、バーナードはさらに前面投影面積の減少による空気抵抗の軽減を狙い、タイヤ幅を前年より1インチ小さくすることをピレリに要求。ピレリ勢で最も上位チームであったことを最大限利用してタイヤの設計から変更させ、前年からピレリを履いていた他チーム（ティレル・ホンダ、ブラバム・ヤマハ）のマシン開発にも影響を与えた[24]。